# Речовинний склад
Речови́нний склад, склад речовини́ — характеристика якої-небудь речовини за низкою ознак.
Наприклад, корисної копалини за вмістом і кількісним співвідношенням її складових частин, компонентів: гранулометричний (ситовий) склад, фракційний склад, хімічний склад, елементний склад, петрографічний склад, літологічний склад, мінералогічний склад тощо.
Речовинний склад мінеральної сировини є основою для науково обґрунтовоної стратегії раціонального використання надр, зокрема для вирішення геологічних питань щодо будови та генезису родовищ; загальної оцінки збагачуваності мінеральної сировини; виділення сортів руд з різною технологічною характеристикою; підготовки карт збагачуваності руд родовища, які відтворюють закономірності просторового розташування окремих технологічних сортів руди; вибору раціональної технології переробки руд; встановлення складу відходів збагачення.

## Інші значення
Речовинний склад — сховище речовини, матеріалу певного призначення. Наприклад, запалювальний склад, просочувальний склад, детонувальний склад, склад вибухових речовин тощо.

## Речовинний аналіз
Речовинний аналіз — аналіз вмісту у матеріалі хімічних елементів, зв'язаних із певними атомами або групами атомів (молекулярний аналіз); різновид якісного й кількісного хемічного аналізів. На відміну від фазового аналізу, який призначений для розділення й хемічного аналізу фаз гетерогенної системи (наприклад, церусситу, танталиту, колумбіту, ториту, рутилу, крокоїту, шеєліту, карнотиту, піролюзиту, брауніту тощо) у процесі рчовинного аналізу встановлюють хемічну природу атомів (сукупності атомів), з якими зв'язаний той чи інший хемічний елемент у досліджуваному матеріалі; визначають кількість одного й того самого хемічного елемента, зв'язаного з цими атомами (сукупностями атомів); встановлюють вміст різних валентних форм одного й того ж елемента у матеріалі. Відповідно, за допомогою речовинного аналізу визначають не хемічні сполуки (наприклад, карбонат свинцю, карбід танталу, ніобій, фосфат торію, тетрахлорид титану, хромат калію, карбід вольфраму, діуранат натрію, піролюзит, перманганат калію тощо), оскільки вони можуть й не утворювати у матеріалі самостійні фази, а лише елементи, хемічно зв'язані із певними атомами (сукупністю атомів) матеріалу. У зв'язку із цим зазвичай застосовують поняття про «форму знаходження», «прояв» того чи іншого хемічного елемента у досліджуваному матеріалі.
Основним способом такого аналіз є переведення до розчину одного з компонентів складної суміші речовин за допомогою селективного розчинника. А також рентгеноструктурний та рентгенофлуоресцентний аналіз.